# 小姓頭
小姓頭（こしょうがしら）は戦国時代から桃山時代の領主家や織豊政権、江戸時代の一部諸藩や御三卿の田安徳川家や清水徳川家にあった、当主や藩主の側近にあたる職名の一つ。

## 概要
藩主の側近である小姓や小納戸を統括する役職である。小姓頭を用人が兼帯する場合が多いが、用人と兼務ではなく単独で存在する藩もある。なお、小姓組組頭とは別であることが多い。

### 織豊政権・江戸幕府、徳川御三家
織田家や豊臣家には江戸時代以前から小姓頭職があり、前田利家が織田信行の小姓頭を討ち取ったり、豊臣秀頼の小姓頭を福原長堯が勤めている。
江戸幕府にはこの役職は存在しないが、御三卿の田安家及び清水家には当初存在しており、番頭と用人の間に置かれていた。
徳川御三家においては紀州藩や水戸藩にこの職が存在する。「南紀徳川史」によると紀州藩では一時期、『側役』と改称していた。

### 江戸時代の諸藩
諸藩においても小姓頭職が存在する場合があり、江戸時代後期以降の武鑑で確認できる場合がある。文化13年から14年（1816年から1817年）に刊行された江戸武鑑においては鳥取藩及びその支藩の池田氏家中、吉田藩松平氏家中、横須賀藩西尾家家中、小見川藩内田家家中、長瀞藩米津家家中に「小姓頭」、姫路藩酒井氏家中や出石藩仙石氏家中に「小姓頭用人」の項目が見られる。
但し紀州藩、米沢藩や仙台藩、柳河藩、佐伯藩のように江戸武鑑に「小姓頭」や「小姓頭用人」の掲載がない藩でも実際には小姓頭があることが多い。また、実際の藩職では小姓頭が兼職ではなく単独で存在する一方で江戸武鑑で小姓頭が用人などとして掲載されている場合（米沢藩など）もある。
単独設置の場合は少なくとも武鑑では用人より下位に位置づけられていることが多いが、用人より上位に位置づけられている藩も少数見られる。また、藩によっては児小姓頭や大小姓頭職がある場合もある。
藩によっては側用人並に専横を振るう場合があり、著名な例としては申次（用人相当）が設置される前の仙台藩において伊達宗勝に寵愛され、伊達騒動の一因となった渡辺義俊や米沢藩の上杉重定の小姓頭の森利真がいる。

## 主要な小姓頭職就任経験者
- 福原長堯（豊臣政権）
- 藤井徳昭（水戸藩）
- 渡辺義俊（仙台藩）
- 森利真（米沢藩）
- 莅戸善政（米沢藩）
- 青山延光（水戸藩）
- 坂時秀（仙台藩）
- 石田弥右衛門（前橋藩）